# La Hija del jardinero
La hija del jardinero (La fille du jardinier) est une telenovela mexicaine diffusée entre le 18 août 2003 et le 23 avril 2004 sur TV Azteca. Elle a été adaptée et doublée en français mais elle n'a pas été diffusée depuis fort longtemps.
Sa dernière diffusion en France remonte à 2010 sur France Ô.

## Synopsis
Les sœurs Consuelo et Amelia Alcántara sont deux jeunes femmes d’une famille riche qui sont désespérément amoureuses du même homme, Luis Alejandro Montero. Cependant, quand Amelia tombe enceinte de Luis Alejandro, il la quitte pour épouser Maritza Gómez Ruiz, une veuve millionnaire avec un fils adoptif, Carlos Eduardo.
Don Fernando Alcántara, le père de Consuelo et d'Amelia, expulse sa plus jeune fille de la maison lorsqu'il apprend sa grossesse. Ensuite, Pedro Pérez, un jardinier humble qui l'a toujours aimée, propose le mariage et promet de reconnaître le futur bébé comme son fils. Amelia accepte, même si cela signifie mener une vie de pauvreté et d'humilité. Pedro fait donc passer Luisa Fernanda, la fille d'Amelia, comme si c'était la sienne.
Quand Luisa Fernanda est au lycée, ses camarades de classe prévoient de faire un voyage de fin d'études dans les Caraïbes. Cependant, sa famille ne peut pas se le permettre. Mais un jour, Luisa Fernanda descend la rue avec son amie Vanessa Sotomayor Alcántara (qui est en fait sa cousine, elle est la fille de Consuelo) et se fait écraser par son vrai père, Luis Alejandro Montero. Bien que l'accident n'ait pas causé de dommages graves à Luisa Fernanda, Vanessa conseille à son amie de faire une réclamation contre le conducteur afin d'obtenir l'argent nécessaire au voyage.
Quand elle arrive à l'hôpital, le médecin qui la soigne s'avère être Carlos Eduardo Gómez, le beau-fils de Luis Alejandro. Carlos Eduardo décide d'aider Luisa Fernanda, car il déteste profondément l'ambitieux Luis Alejandro, infidèle à Marisa depuis longtemps.
Luisa Fernanda tombe peu à peu amoureuse de Carlos Eduardo. Cependant, après la mort d'Amelia, Luisa Fernanda commencera à découvrir la vérité sur son passé. Don Fernando, qui est déjà très âgé et gravement malade, a tout oublié de ce qui s'est passé et Consuelo profite de la situation pour lui faire croire que son père est son unique enfant et qu'elle est l'héritière de tout. La seule qui connaisse la vérité est Rigoberta Rondón, la femme de ménage de la famille, mais elle ne peut rien lui dire, de peur de mourir de dégoût.
Cependant, Luisa Fernanda ne peut pas aimer Carlos Eduardo librement, car il a déjà un partenaire, Jennifer de la Riva, une femme obsessionnelle qui s’alliera avec Luis Alejandro pour vaincre Luisa Fernanda.

## Distribution
- Mariana Ochoa : Luisa Fernanda Pérez Alcántara / Luisa Fernanda Montero Alcántara / Amelia Alcántara (jeune)
- Carlos Torres : Carlos Eduardo Gómez-Ruíz
- Ángela Fuste : Amelia Alcántara de Pérez
- Alpha Acosta : Consuelo Alcántara de Sotomayor
- Fernando Ciangherotti : Luis Alejandro Montero
- Ramiro Huerta : Pedro Pérez
- José Alonso : Don Fernando Alcántara
- Kenia Gazcón : Marisa Gómez-Ruíz de Montero
- Alejandra Lazcano : Vanessa Sotomayor Alcántara
- Gabriela Vergara : Jennifer de la Vega
- Sergio Kleiner : Antonio Ordóñez
- Ana Ofelia Murguía : Rigoberta Rondón
- Gerardo Acuña : Heriberto Sotomayor
- Eduardo Arroyuelo : Augusto Prieto
- Carlos East Jr. : Armando Pereira / Luis Alejandro Montero (jeune)
- Mariana Isla : Gabriela
- Masha Kostiurina : Consuelo Alcántara (jeune)
- Kenya Mori : Caroline "Caro" de la Vega
- Betty Monroe : Andreina Torres
- Nubia Martí : Guadalupe 'Lupe' González
- Sebastian Ligarde : Leopoldo Araoz
- Cinthia Vázquez : Xóchitl (enfant)
- Loló Navarro : Rosario
- Laura Padilla : Sœur Joaquina
- Erika de la Rosa : Clarita
- Carina Sarti : Alice
- Mariana Urrutia : Sœur Sourire
- Abel Woolrich : Pancho
- Luis Gerónimo Abreu : Dr Alfredo Anzola
- Rodrigo Abed : Guillermo
- Luis Ernesto Franco : Orlando
- Cinthya Gómez Romero : Teresita

## Autres versions
- Un camino hacia el destino (2016) produite par Televisa pour Las Estrellas (avec les acteurs principaux Paulina Goto et Horacio Pancheri).